# Cláudio Valério Teixeira
Cláudio Valério Teixeira (Rio de Janeiro, 1949 - Niterói, 27 de abril de 2021) é um artista plástico, restaurador e crítico de arte brasileiro. Ocupou o cargo de secretário municipal de Cultura da Prefeitura de Niterói e presidente da Fundação de Arte de Niterói – FAN.
Cláudio Valério lecionou na Escola de Belas Artes da UFRJ  e ministrou cerca de cinquenta cursos e conferências em museus e instituições culturais no Rio de Janeiro, Fortaleza, São Paulo, Porto Alegre, Buenos Aires, Lisboa e Porto. Autor de cinco ensaios publicados sobre pintura brasileira. 
Faleceu no dia 27 de abril de 2021,  em sua residência, no bairro de São Francisco, em Niterói,  vítima de câncer. Deixa viúva, três filhos e sete netos.

## Artista plástico
Como artista plástico, participou de diversas exposições coletivas, como Salão Nacional de Belas Artes (MEC/RJ), Salão Eletrobrás – Luz e Movimento (MAM/RJ), Bienal Nacional (Parque do Ibirapuera/SP), Salão de Verão (MAM/RJ), Mostra de Artes Visuais do Rio Grande do Sul, Concurso Nacional de Artes Plásticas de Goiás, Salão Carioca (Funarte/RJ), “Universo do Carnaval-imagens e reflexões” (Acervo Galeria de Arte/RJ), “Universo do Futebol” (MAM /RJ), “Arte e Violência” (UFF/RJ), Salão Nacional de Arte Moderna (MAM/RJ), onde conquistou prêmio de isenção do júri.
Entre as exposições individuais, destacam-se as realizadas na Galeria Rodrigo Mello Franco de Andrade, Funarte/RJ, Acervo Galeria de Arte/RJ, Museu Nacional de Belas Artes/RJ, Galeria Multiarte/CE, Museu Antônio Parreiras, Niterói/RJ, Pinacoteca do Estado de São Paulo/SP e Museu Benedito Calixto – Pinacoteca de Santos.
Em 2003, criou, a convite do arquiteto Oscar Niemeyer, painel de grandes proporções para o Memorial Roberto Silveira, localizado no Caminho Niemeyer em Niterói, RJ.

## Restaurador
Foi responsável pela restauração das grandes telas Batalha do Avaí, do pintor Pedro Américo e Batalha dos Guararapes do pintor Victor Meirelles, do acervo do Museu Nacional de Belas Artes, considerado o mais importante projeto de conservação de pinturas já realizado em nosso país. 
Em 2009, coordenou com Edson Motta Junior o projeto de restauração das pinturas decorativas de Eliseu Visconti no Teatro Municipal do Rio de Janeiro. Em 2011 coordenou,  juntamente com o mesmo conservador, o projeto de restauração dos grandes painéis Guerra e Paz da sede das Nações Unidas em Nova Iorque, de autoria de Candido Portinari.
Integrou o conselho consultivo para restauração do Teatro Municipal do Rio de Janeiro (1989) e fez parte da comissão para restauração da Biblioteca Nacional, na mesma cidade.

## Grandes projetos de restauração em Niterói
Coordenou o projeto de restauração de uma série de prédios tombados pelo patrimônio histórico e artístico nacional:
- Teatro Municipal João Caetano, em Niterói, trabalho que conquistou o Prêmio Rodrigo Mello Franco de Andrade do Instituto de Arquitetos do Brasil (IAB) em 1995;
- Solar do Jambeiro, palacete construído em 1872 em Niterói, e tombado pelo Instituto do Patrimônio Histórico e Artístico Nacional – IPHAN
- Igreja de São Lourenço dos Índios, marco da fundação da cidade de Niterói, no século XVII, também tombada pelo IPHAN.
- Palácio Araribóia, atual Secretaria de Fazenda da cidade de Niterói, antigo gabinete do Prefeito Municipal.
- Capela de São Pedro do Maruí, também tombada pelo IPHAN.